# 青大悲寺
青大悲寺（せいだいひじ）は、愛知県名古屋市熱田区にある如来教の本元（本山）。山号は登和山（とわさん）、本尊は釈迦牟尼仏像。尼寺である。

## 歴史
明確な創建年代は不明。元は天文年間（1532年 - 1555年）に創建された曹洞宗江南寺（現在の成福寺）の大門前にあったとされる。弘治2年（1556年）に江南寺が現在地に移り「成福寺」と寺号を改めたことで北山墓地の入口となったが、後に現在地に移転。成福寺末であったが、後に法持寺末となった（後述）。
如来教は熱田に生まれたきの（法名・媹姾）が享和2年（1802年）に神懸かりとなって始まった講で、尾張藩士や富裕な商人などに多くの信者が居たとされる。きのは文政9年（1826年）に没したが、その後も広く信仰を集めた。
きのの父親が鉄地蔵を信仰していた縁で文政12年（1829年）この講に成福寺が所有していた地蔵堂と鋳鉄地蔵1体を譲り受けた。しかし、天保2年（1831年）から翌3年にかけてこの講はキリシタンの嫌疑をかけられて藩により一時布教が差し止められるなど弾圧も受けた。一方で、鋳鉄地蔵については、天保14年（1843年）に刊行された尾張藩の官撰地誌『尾張志』において「尾張六地蔵」の一つとして記されている。弘化3年（1846年）、講を守っていた小寺左兵衛（月中一夢）が法持寺の27世・大達玄中の弟子となって地蔵堂を再興し、玄中を地蔵堂の開山に迎えたことで、法持寺の境外仏堂・鐵地蔵堂となった。この際に媹姾を合わせて祀り、その説を奉じたという。

### 近代
1873年（明治6年）に一旦は廃絶。1876年（明治9年）に一夢の息子である小寺大拙によって再興された。大拙は曹洞宗の僧侶であったことから寺は再び法持寺末となり、曹洞宗の寺として扱われた。1945年（昭和20年）12月の宗教法人令施行に伴って法人となって「如来宗」を称するようになり、1952年（昭和27年）7月に宗教法人法に基づいて法持寺との本末関係を解消して、「宗教法人媹姾院」として独立。1962年（昭和37年）に「如来教」と変更、鐵地蔵堂も「登和山 青大悲寺」と改号した。
なお、山号の登和山はきのの若い頃の名「とわ」から取られており、寺号の青大悲寺については、青は若く新鮮な力強さを表し、大悲は大きな慈悲の意味であるという。

## 文化財
鋳鉄地蔵菩薩立像
地蔵堂に安置されている地蔵菩薩立像は、文政12年（1829年）に同寺が所有するようになったもので、観潮寺にある2体と同様にかつて成福寺の地蔵堂に祀られていたものと伝わる。像高160センチ、裾幅42センチで観潮寺の像とほぼ同形だが、こちらのものは沓を履いていることと、裾部分の造型に若干の違いがあり、そこに施された陽鋳名から室町時代初期の作と考えられている。1960年（昭和35年）に愛知県の文化財に指定された。